# 20ns Premis del Cinema Europeu
Els 20ns Premis del Cinema Europeu, presentats per l'Acadèmia del Cinema Europeu, van reconèixer l'excel·lència del cinema europeu. La cerimònia va tenir lloc l'1 de desembre de 2007 al Treptow Arena de Berlín. Les paraules de benvinguda van estar a càrrec de Marion Döring, presidenta de l'EFA des dels seus inicis, Bernd Naumann, Ministre de Cultura i de Mitjans i Klaus Wowereit, Governador de la ciutat de Berlin. Els presentadors de la cerimònia fou l'actor i músic alemany Jan Josef Liefers i l'actriu francesa Emmanuelle Béart amb música del grup Leningrad Cowboys.

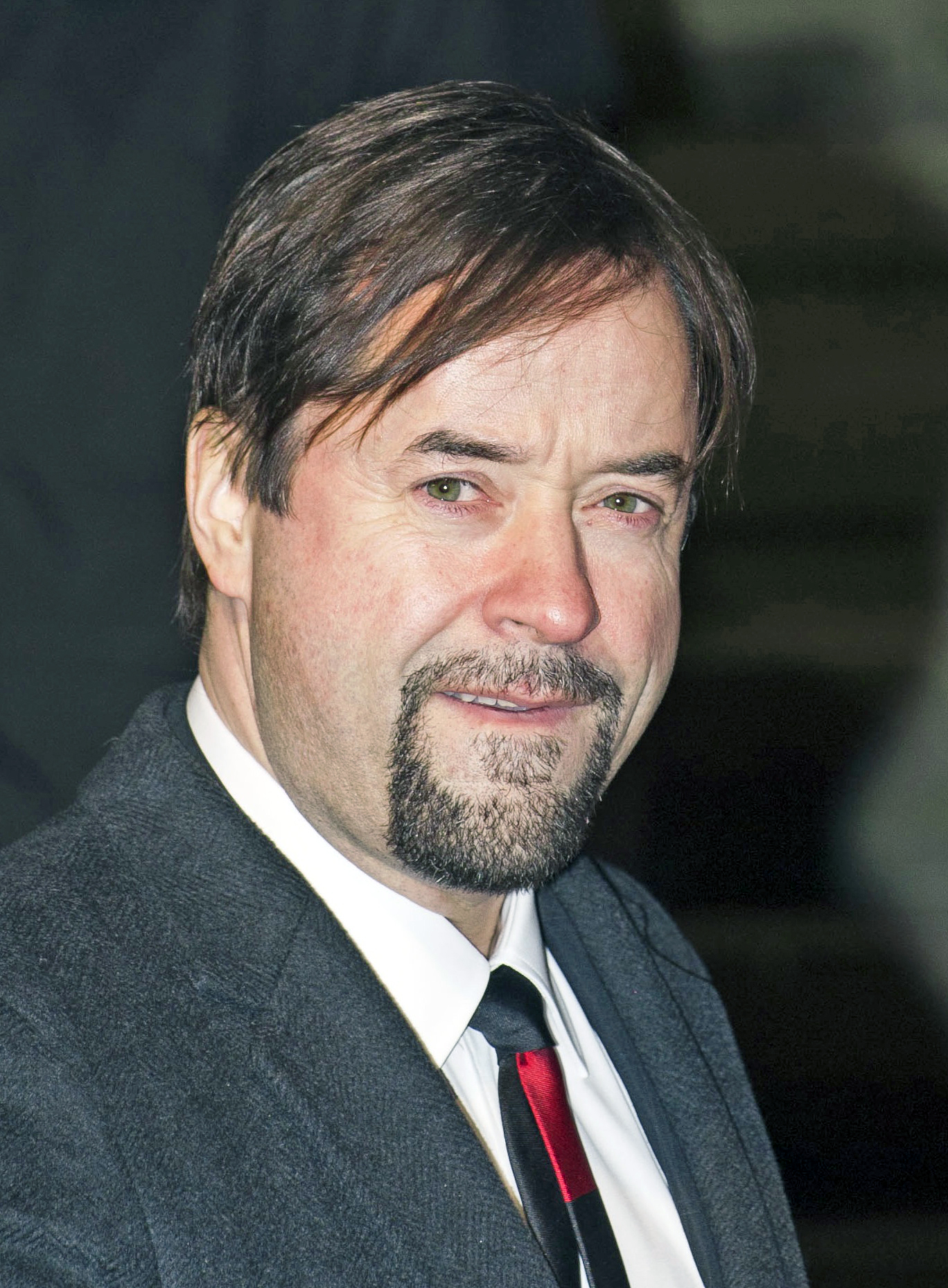
Jan Josef Liefers, un dels presentadors

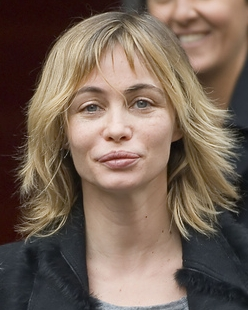
Emmanuelle Béart, l'altra presentadora

El 4 de setembre de 2007, l'Acadèmia de Cinema Europeu va publicar la llista de 42 llargmetratges considerats per al premi, vint dels quals eren proposats pels països amb més membres a l'Acadèmia, i vint-i-sis pel Consell d'Administració de l'EFA, amb la participació d'experts convidats. A diferència d'anys anteriors, cap dels principals països productors de cinema tenia més de tres pel·lícules a la llista de pel·lícules d'uns 26 països, cosa que mostrava clarament la diversitat de la cinematografia europea. La llista de nominats per al premi es va elaborar amb els vots dels membres de l'acadèmia i es va donar a conèixer el 3 de novembre al Festival de Cinema Europeu de Sevilla.
L'any 2007, el mètode d'avaluació dels representants dels àmbits que contribueixen a l'aparició i visualització de les pel·lícules va tornar a canviar: mentre que en anys anteriors només es va premiar el millor dissenyador visual, aquest any el reconeixement es va tornar a fer extensiu als editors, dissenyadors de vestuari i dissenyadors de so, sota el nom del Premi d'Excel·lència de l'Acadèmia del Cinema Europeu. Enguany s'ha publicat un guardó honorífic atorgat pel president i la junta directiva de l'Acadèmia per reconèixer de manera excepcional els creadors i les comunitats creatives, així com un nou guardó de reconeixement a l'activitat de coproducció anomenat Prix Eurimages, patrocinat per Eurimages.
La majoria de nominacions (en set categories) van ser per La reina de Stephen Frears, drama basat en el període posterior a la mort de la Diana de Gal·les que ofereix una visió de la relació política entre Elisabet II i el primer ministre Tony Blair. La guanyadora de la Palma d'Or 4 luni, 3 saptamini si 2 zile del romanès Cristian Mungiu va rebre quatre nominacions, The Last King of Scotland de Kevin Macdonald en va rebre cinc i La vida en rosa d'Olivier Daham en va rebre tres. Finalment, La reina va rebre dos premis (millor actriu per Helen Mirren i millor música per Alexandre Desplat), mentre que la pel·lícula romanesa va guanyar els premis a la millor pel·lícula i el millor director. Les altres dues pel·lícules favorites no van guanyar cap premi. Auf der anderen Seite va guanyar el premi del públic i el seu director Fatih Akın va rebre el premi al millor guió, mentre que la israeliana La banda ens visita va guanyar el premi Fassbinder.
El premi a la trajectòria fou entregat al director francès Jean-Luc Godard i el premi del cinema europeu al director de fotografia alemany Michael Ballhaus. La representació espanyola només va obtenir el premi al millor curtmetratge "Alumbramiento" dirigit per Eduardo Chapero-Jackson.

## Pel·lícules seleccionades
1. 4 luni, 3 saptamini si 2 zile - director: Cristian Mungiu
2. Alatriste - dirigida per Agustín Díaz Yanes
3. Aleksandra - director: Aleksandr Sokúrov
4. Auf der anderen Seite - director: Fatih Akın
5. Belle toujours - dirigida per Manoel de Oliveira
6. La banda ens visita (ביךור התזמורת) dirigida per Eran Kolirin
7. Börn - director: Ragnar Bragason
8. Dagen zonder lief - director: Felix Van Groeningen
9. Das Fräulein - director: Andrea Štaka
10. El perfum: història d'un assassí - Director: Tom Tykwer
11. Du levande dirigit per Roy Andersson
12. Eduart dirigit per Angeliki Antoniou
13. Farväl Falkenberg - director: Jesper Ganslandt
14. Import/Export - director: Ulrich Seidl
15. In memoria di me - director: Saverio Costanzo
16. Irina Palm dirigida per Sam Garbarski
17. Izgnanie (Изгнание) - director: Andrei Zviàguintsev
18. Klopka (Клопка) - director: Srđan Golubović
19. Kunsten at græde i kor - director: Peter Schønau Fog
20. La vida en rosa dirigida per Olivier Dahan
21. La noche de los girasoles - dirigida per Jorge Sánchez-Cabezudo
22. La sconosciuta - director: Giuseppe Tornatore
23. Ladrones - director: Jaime Marqués
24. Lady Chatterley - dirigida per Pascale Ferran
25. Miehen työ - director: Aleksi Salmenperä
26. El meu germà és fill únic - director: Daniele Luchetti
27. Les maresmes - director: Baltasar Kormákur
28. Nincs kegyelem – director: Elemér Ragályi
29. Obarnata eltxa (Обърната елха) - dirigida per Ivan Txerkelov i Vassil Zhivkov
30. Ober - director: Alex Van Warmerdam
31. Obsluhoval jsem anglického krále - director: Jiří Menzel
32. Once - dirigida per John Carney
33. Persepolis - dirigida per Marjane Satrapi i Vincent Paronnaud
34. Plac Zbawiciela - director: Joanna Kos-Krauze i Krzysztof Krauze
35. Reprise - dirigit per Joachim Trier
36. The Last King of Scotland dirigit per Kevin Macdonald
37. La reina dirigida per Stephen Frears
38. This is England dirigida per Shane Meadows
39. Vier Minuten dirigit per Chris Kraus
40. Vratné lahve - director: Jan Svěrák
41. Yumurta - director: Semih Kaplanoğlu
42. El llibre negre - director: Paul Verhoeven

## Guanyadors i nominats
Els guanyadors estan en fons groc i en negreta.

### Millor pel·lícula europea
| Títol                         | Director(s)                       | Productor(s)                                       | País               |
| ----------------------------- | --------------------------------- | -------------------------------------------------- | ------------------ |
| 4 luni, 3 saptamini si 2 zile | Cristian Mungiu                   | Oleg Mutu                                          | Romania            |
| Auf der anderen Seite         | Fatih Akın                        | Fatih Akin Klaus Maeck Andreas Thiel Jeanette Würl | Turquia / Alemanya |
| The Last King of Scotland     | Kevin Macdonald                   | Andrea Calderwood                                  | Regne Unit         |
| La vida en rosa               | Olivier Dahan                     | Alain Goldman                                      | França             |
| Persepolis                    | Vincent Paronnaud Marjane Satrapi | Xavier Rigault Marc-Antoine Robert                 | França             |
| La reina                      | Stephen Frears                    | Andy Harries Christine Langan Tracey Seaward       | Regne Unit         |

### Premi Fassbinder
| Títol               | Director(s)   | Productor(s)                                                                                  | País       |
| ------------------- | ------------- | --------------------------------------------------------------------------------------------- | ---------- |
| La banda ens visita | Eran Kolirin  | Ehud Bleiberg Koby Gal-Raday Guy Jacoel Eylon Ratzkovsky Yossi Uzrad                          | Israel     |
| Control             | Anton Corbijn | Anton Corbijn Todd Eckert Orian Williams Iain Canning Peter Heslop Tony Wilson Deborah Curtis | Regne Unit |
| Gegenüber           | Jan Bonny     | Bettina Brokemper                                                                             | Alemanya   |
| Takva               | Özer Kiziltan | Sevil Demirci, Fatih Akın, Andreas Thiel, Önder Çakar                                         | Turquia    |

### Millor director europeu
| Receptor(s)        | Títol                         |
| ------------------ | ----------------------------- |
| Cristian Mungiu    | 4 luni, 3 saptamini si 2 zile |
| Fatih Akın         | Auf der anderen Seite         |
| Roy Andersson      | Du levande                    |
| Stephen Frears     | La reina                      |
| Kevin Macdonald    | The Last King of Scotland     |
| Giuseppe Tornatore | La sconosciuta                |

### Millor actriu europea
| Receptor(s)        | Títol                         |
| ------------------ | ----------------------------- |
| Helen Mirren       | La reina                      |
| Marion Cotillard   | La vida en rosa               |
| Marianne Faithfull | Irina Palm                    |
| Carice van Houten  | El llibre negre               |
| Anamaria Marinca   | 4 luni, 3 saptamini si 2 zile |
| Kseniya Rappoport  | La sconosciuta                |

### Millor actor europeu
| Receptor(s)     | Títol                            |
| --------------- | -------------------------------- |
| Sasson Gabai    | La banda ens visita              |
| Elio Germano    | El meu germà és fill únic        |
| Miki Manojlović | Irina Palm                       |
| James McAvoy    | The Last King of Scotland        |
| Michel Piccoli  | Belle toujours                   |
| Ben Whishaw     | El perfum: història d'un assassí |

### Millor guió europeu
| Receptor(s)     | Títol                         |
| --------------- | ----------------------------- |
| Fatih Akın      | Auf der anderen Seite         |
| Eran Kolirin    | La banda ens visita           |
| Peter Morgan    | La reina                      |
| Cristian Mungiu | 4 luni, 3 saptamini si 2 zile |

### Millor fotografia
| Receptor(s)        | Títol                            |
| ------------------ | -------------------------------- |
| Frank Griebe       | El perfum: història d'un assassí |
| Anthony Dod Mantle | The Last King of Scotland        |
| Mikhail Kritxman   | Izgnanie                         |
| Fabio Zamarion     | La sconosciuta                   |

### Millor compositor
| Receptor(s)                            | Títol                            |
| -------------------------------------- | -------------------------------- |
| Alexandre Desplat                      | La reina                         |
| Alex Heffes                            | The Last King of Scotland        |
| Dejan Pejović                          | Guča!                            |
| Tom Tykwer · Austràlia · Reinhold Heil | El perfum: història d'un assassí |

### Millor documental - Prix arte
| Títol                                      | Director(s)       | País               |
| ------------------------------------------ | ----------------- | ------------------ |
| Le papier ne peut pas envelopper la braise | Rithy Panh        | França             |
| Am Limit                                   | Pepe Danquart     | Alemanya / Àustria |
| Belarusian Waltz                           | Andrzej Fidyk     | Noruega            |
| Forever                                    | Heddy Honigmann   | Països Baixos      |
| Heimatklänge                               | Stefan Schwietert | Suïssa / Alemanya  |
| Malon 9 Kohavim                            | Ido Haar          | Israel             |
| Meragel Ha-Shampaniya                      | Nadav Schirman    | Israel / Alemanya  |
| Où est l'amour dans la palmeraie?          | Jérôme Le Maire   | Bèlgica            |
| Razvod po albanski                         | Adela Peeva       | Bulgària           |
| The Monastery: Mr. Vig and the Nun         | Rose Grønkjær     | Dinamarca          |

### Millor curtmetratge
Els nominats al millor curtmetratge foren seleccionats per un jurat independent a diversos festivals de cinema d'arreu d'Europa.
| Títol                            | Director(s)             | País                              | Festival                  |
| -------------------------------- | ----------------------- | --------------------------------- | ------------------------- |
| Alumbramiento                    | Eduardo Chapero-Jackson | Espanya                           | Festival de Venècia       |
| Kwiz                             | Renaud Callebaut        | Bèlgica                           | Festival de Gant          |
| Le dîner                         | Cécile Vernant          | França                            | Seminci                   |
| Adjustment                       | Ian Mackinnon           | Regne Unit                        | Festival de Angers        |
| Amin                             | David Dusa              | França / Alemanya / Països Baixos | Festival de Rotterdam     |
| Rotten Apple                     | Ralitza Petrova         | Regne Unit                        | Festival de Berlín        |
| Dreams and Desires - Family Ties | Joanna Quinn            | Regne Unit                        | Festival de Tampere       |
| Dad                              | Daniel Mulloy           | Regne Unit                        | Festival de Cracòvia      |
| Tommy                            | Ole Giæver              | Noruega                           | Festival de Grimstad      |
| Plot Point                       | Nicolas Provost         | Bèlgica                           | Festival de Vila do Conde |
| Soft                             | Simon Ellis             | Regne Unit                        | Festival d'Edimburg       |
| Tokyo Jim                        | Jamie Rafn              | Regne Unit                        | Festival de Sarajevo      |
| Salvador                         | Abdelatif Hwidar        | Espanya                           | Festival de Drama         |

### Premi d'excel·lència
| Persona                                                 | Activitat         | Pel·lícula                       |
| ------------------------------------------------------- | ----------------- | -------------------------------- |
| Uli Hanisch                                             | director artístic | El perfum: història d'un assassí |
| Annette Focks · Jörg Höhne · Robin Pohle · Andreas Ruft | disseny de so     | Vier Minuten                     |
| Didier Lavergne                                         | maquillador       | La vida en rosa                  |
| Francesca Sartori                                       | figurinista       | Alatriste                        |
| Lucia Zucchetti                                         | muntadora         | La reina                         |

### Premis del Públic
Els guanyadors del Premi del Públic van ser escollits per votació en línia.
| Pel·lícula                       | Director           | País                        |
| -------------------------------- | ------------------ | --------------------------- |
| La sconosciuta                   | Giuseppe Tornatore | Itàlia                      |
| 2 Days in Paris                  | Julie Delpy        | França / Alemanya           |
| 12:08 East of Bucharest          | Corneliu Porumboiu | Romania                     |
| Alatriste                        | Agustín Díaz Yanes | Espanya                     |
| El llibre negre                  | Paul Verhoeven     | Països Baixos               |
| Obsluhoval jsem anglického krále | Jiří Menzel        | Txèquia Eslovàquia          |
| The Last King of Scotland        | Kevin Macdonald    | Regne Unit                  |
| El perfum: història d'un assassí | Tom Tykwer         | Alemanya / França / Espanya |
| La reina                         | Stephen Frears     | Regne Unit                  |
| Reprise                          | Joachim Trier      | Noruega                     |
| La vida en rosa                  | Olivier Dahan      | França                      |

### Premi Eurimages
- Margaret Ménégoz
- Veit Heiduschka

### Premi FIPRESCI
- Cœurs d' Alain Resnais

### Premi del mèrit europeu al Cinema Mundial
- Michael Ballhaus

### Premi a la carrera
- Jean-Luc Godard

### Premi honorífic
- Manoel de Oliveira

## Galeria

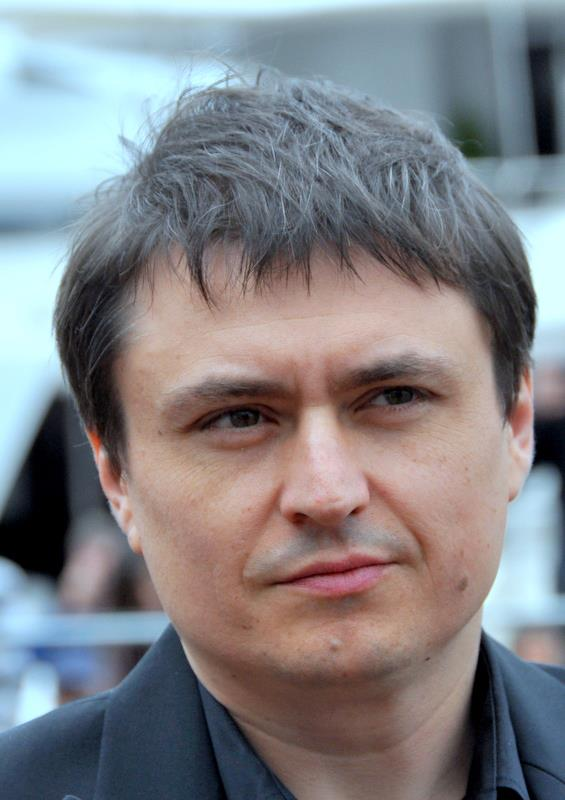
Cristian Mungiu, millor pel·lícula i millor director
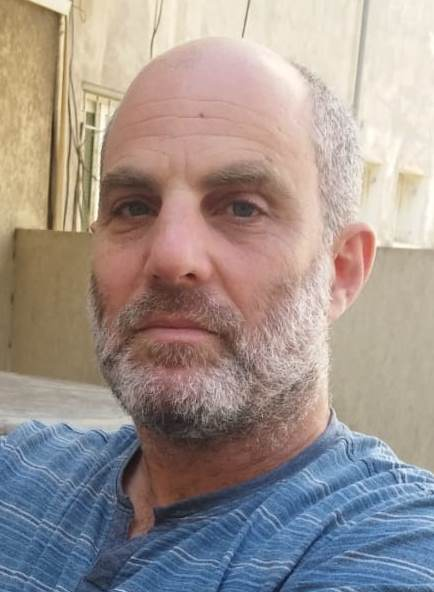
Eran Kolirin, millor descobriment
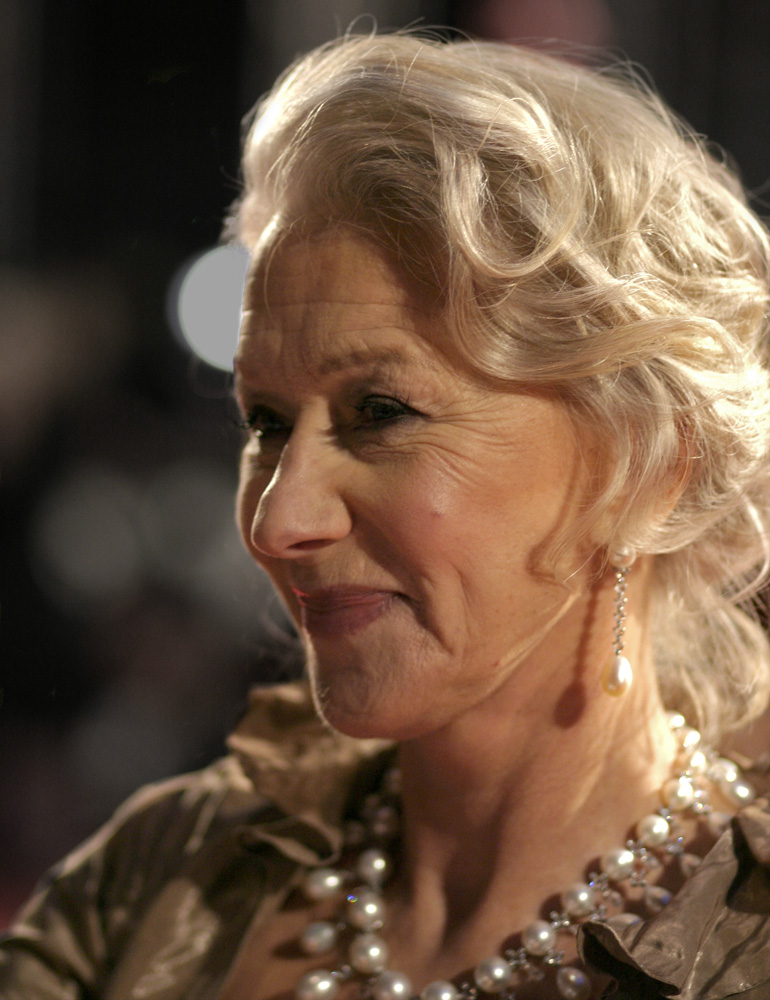
Helen Mirren, millor actriu
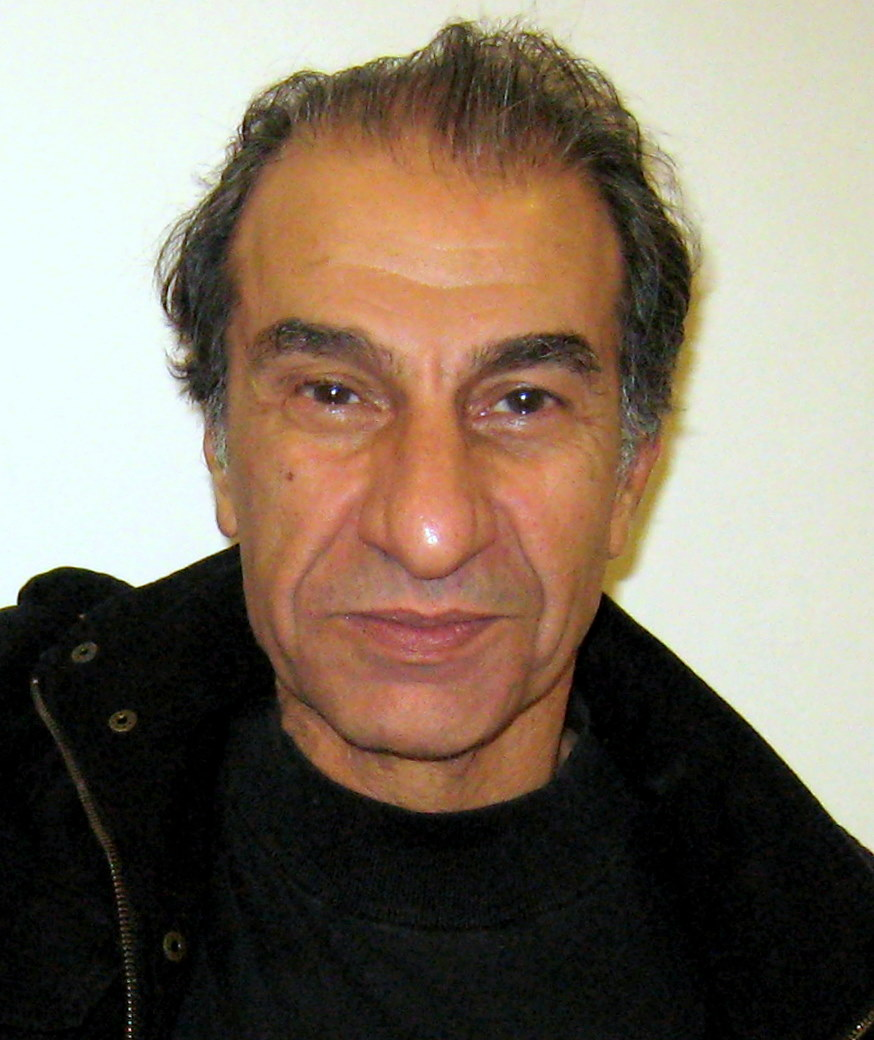
Sason Gabai, millor actor
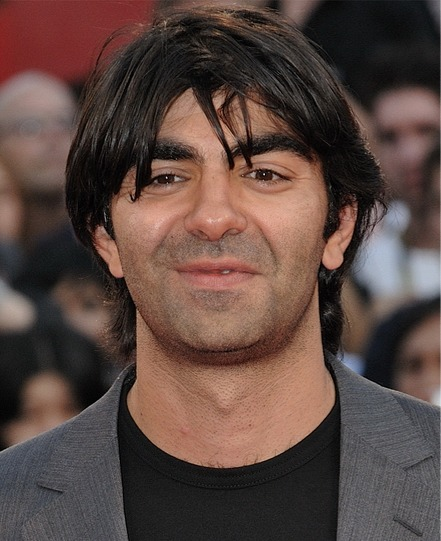
Fatih Akin, millor guionista
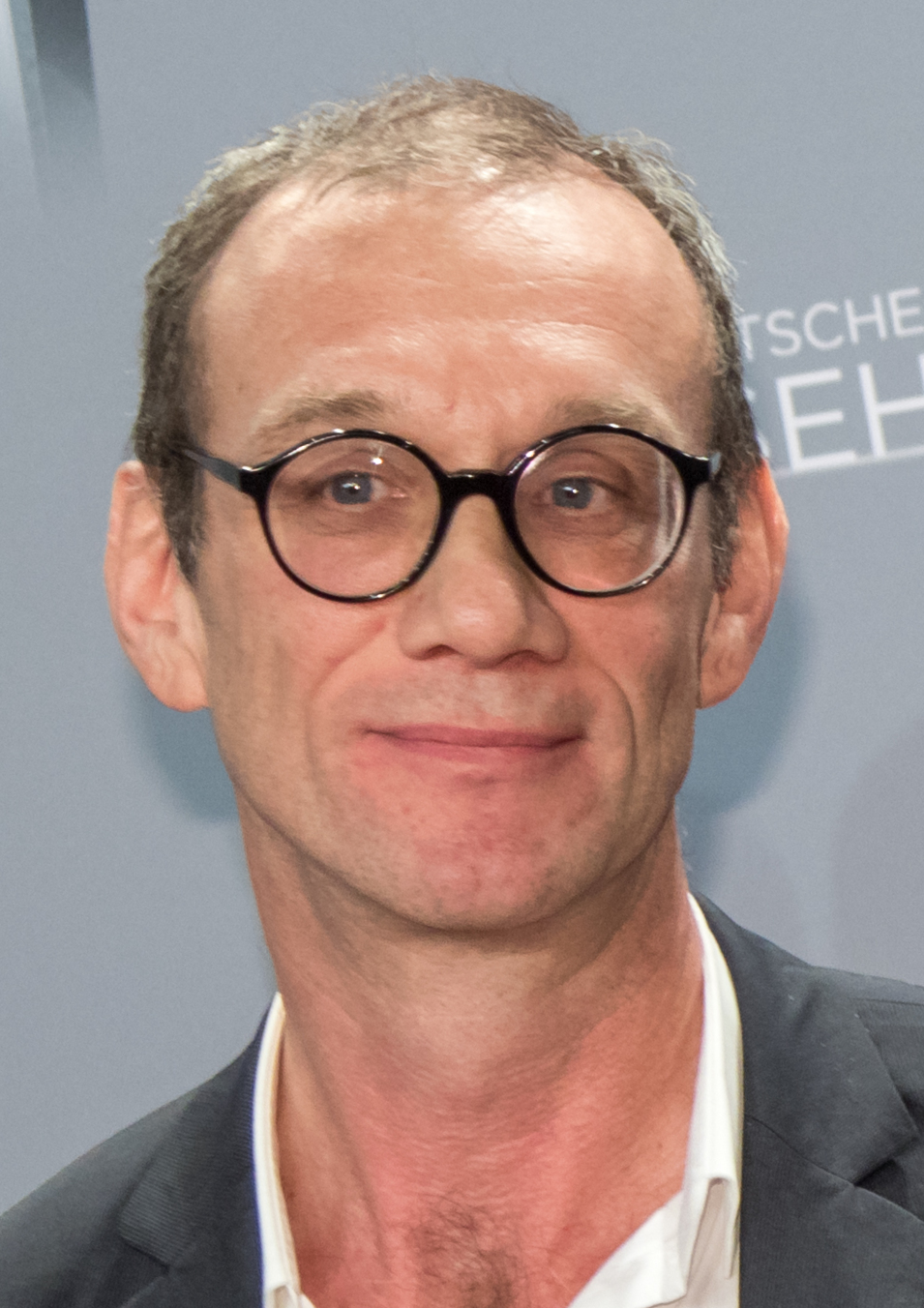
Frank Griebe, millor fotografia
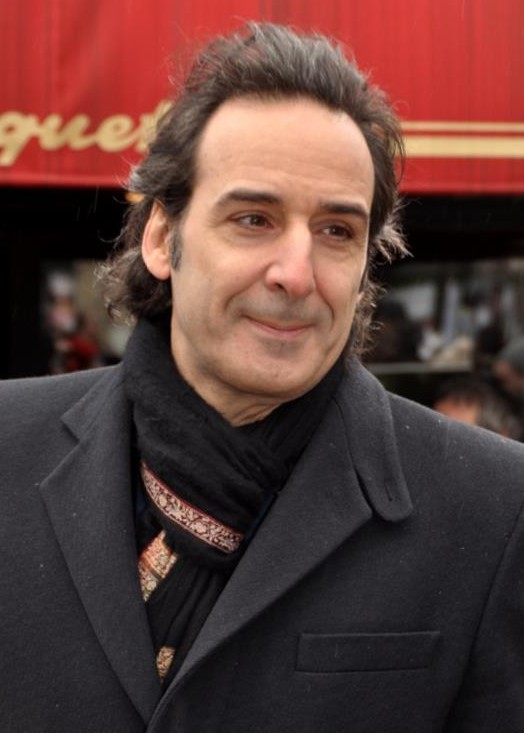
Alexandre Desplat, millor compositor
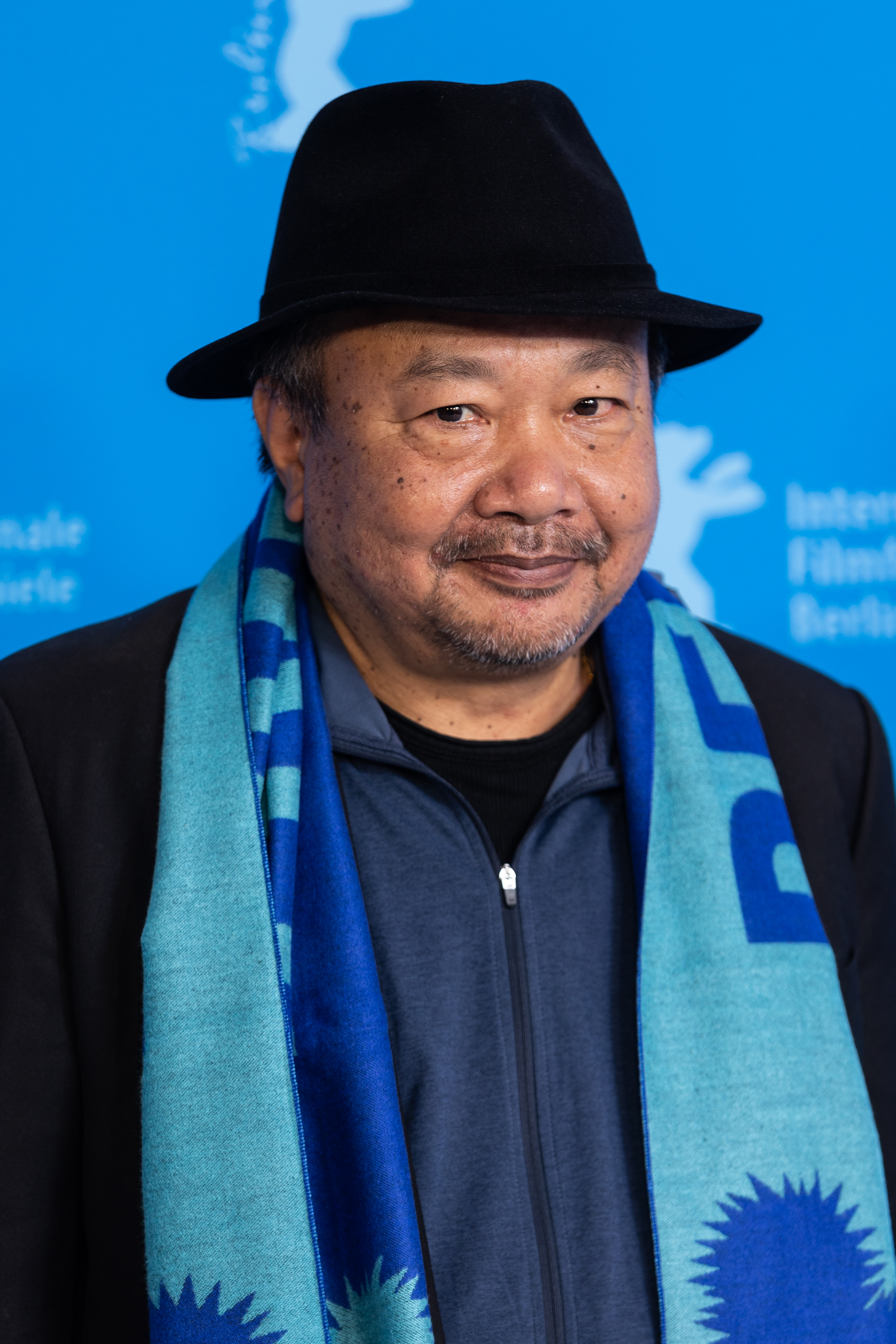
Rithy Panh, millor documental
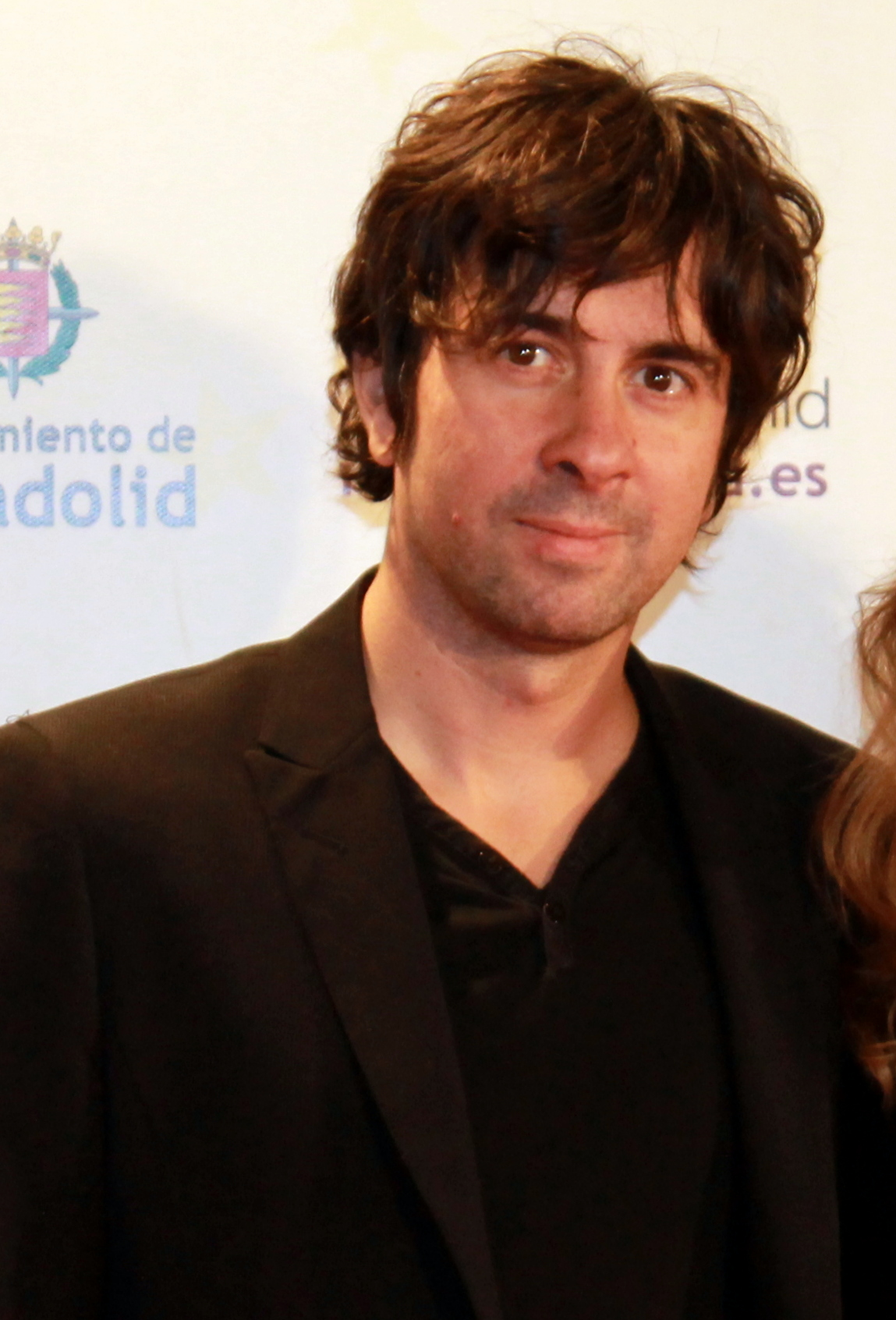
Eduardo Chapero-Jackson, millor curtmetratge
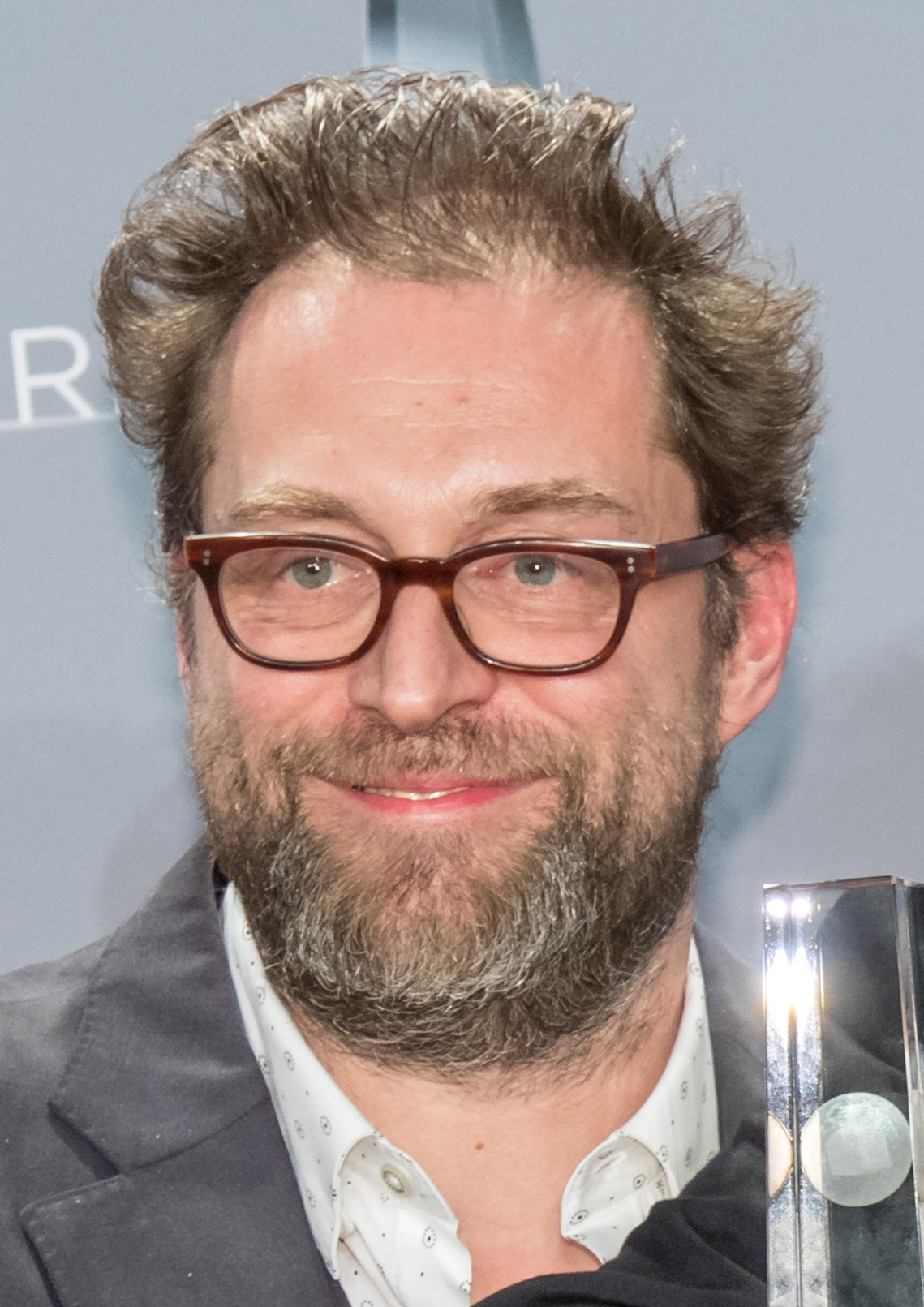
Uli Hanisch, premi d'excel·lència
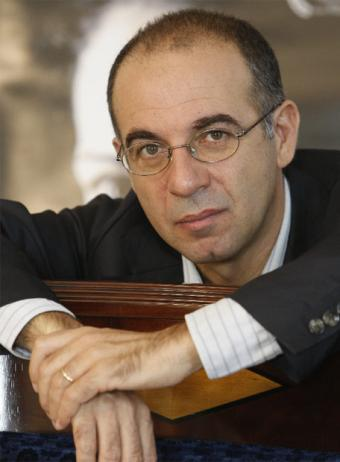
Giuseppe Tornatore, premi del públic
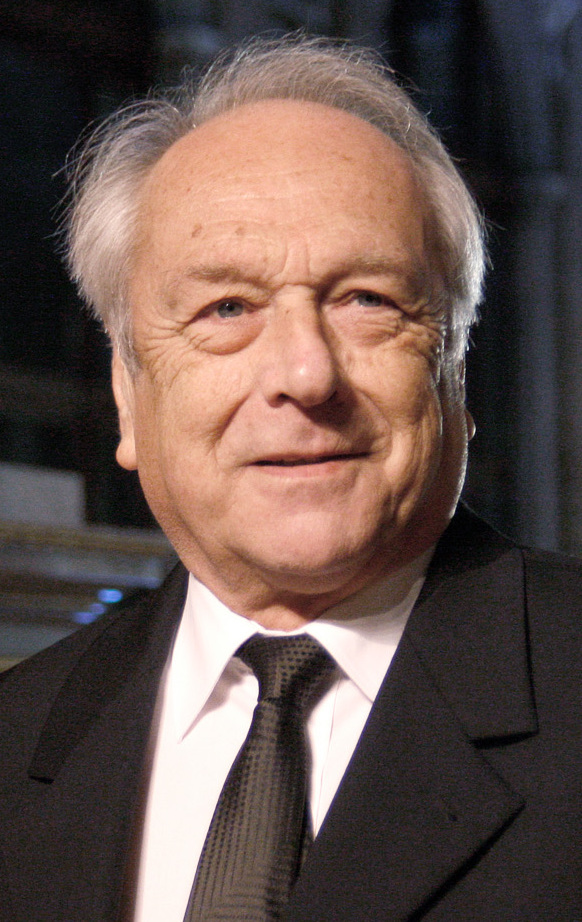
Veit Heiduschka, premi Eurimages
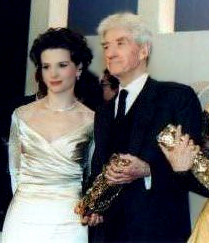
Alain Resnais, premi Fipresci
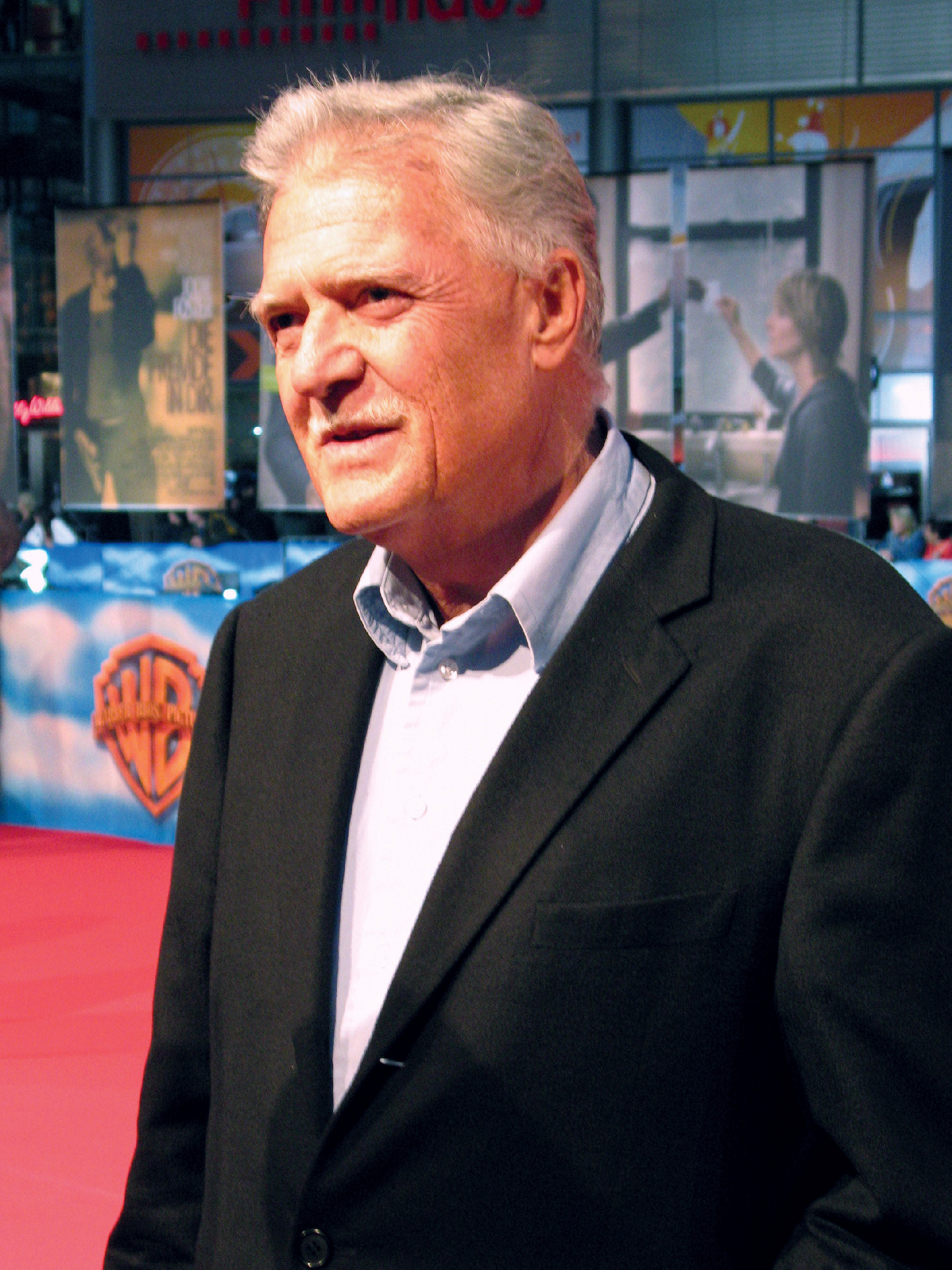
Michael Ballhaus, premi a la contribució europea
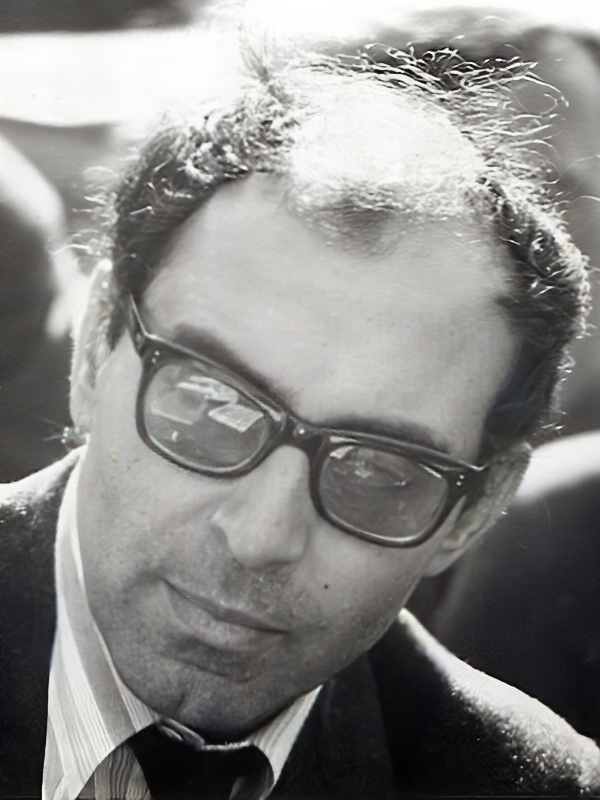
Jean-Luc Godard, premi a la trajectòria
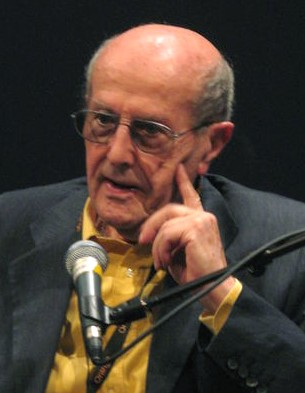
Manoel de Oliveira, premi honorífic